# Circoscrizione Puglia (Camera dei deputati)
La circoscrizione Puglia è una circoscrizione elettorale italiana per l'elezione della Camera dei deputati.

## Storia e territorio
La circoscrizione venne istituita dalla legge Mattarella (legge 4 agosto 1993, n. 277) e sostituiva, accorpandole, le precedenti circoscrizione Bari-Foggia (o collegio di Bari) e circoscrizione Lecce-Brindisi-Taranto (o collegio di Lecce), in vigore per tutte le elezioni politiche in Italia dal 1948 al 1992. Fu confermata nelle successive legge Calderoli (legge 21 dicembre 2005, n. 270) e legge Rosato (legge 3 novembre 2017, n. 165).
Il territorio della circoscrizione coincide all'intera regione Puglia.

## Dal 1993 al 2005

### Collegi uninominali
| Mappa | Collegio                             | Comuni |
| ----- | ------------------------------------ | --- |
|       | 1. San Severo                        | - Apricena - Chieuti - Lesina - Poggio Imperiale - San Paolo di Civitate - San Severo - Serracapriola - Torremaggiore |
|       | 2. San Giovanni Rotondo              | - Cagnano Varano - Carpino - Ischitella - Peschici - Rignano Garganico - Rodi Garganico - San Giovanni Rotondo - San Marco in Lamis - Sannicandro Garganico - Vico del Gargano - Vieste |
|       | 3. Foggia - Lucera                   | - Parte di Foggia - Rione dei Preti - Alberona - Biccari - Bovino - Carlantino - Casalnuovo Monterotaro - Casalvecchio di Puglia - Castelluccio Valmaggiore - Castelnuovo della Daunia - Celenza Valfortore - Celle di San Vito - Faeto - Lucera - Motta Montecorvino - Orsara di Puglia - Panni - Pietramontecorvino - Roseto Valfortore - San Marco la Catola - Troia - Volturara Appula - Volturino |
|       | 4. Foggia centro                     | - Parte di Foggia: - Cattedrale - Centrale - Ferrovia - Puglia - Mazzini - CEP - Incoronata |
|       | 5. Cerignola                         | - Accadia - Anzano di Puglia - Ascoli Satriano - Candela - Carapelle - Castelluccio dei Sauri - Cerignola - Deliceto - Monteleone di Puglia - Ordona - Orta Nova - Rocchetta Sant'Antonio - Sant'Agata di Puglia - Stornara - Stornarella |
|       | 6. Manfredonia                       | - Isole Tremiti - Manfredonia - Margherita di Savoia - Mattinata - Monte Sant'Angelo - San Ferdinando di Puglia - Trinitapoli - Zapponeta |
|       | 7. Lecce                             | - Lecce - San Cesario di Lecce - Surbo |
|       | 8. Squinzano                         | - Arnesano - Campi Salentina - Carmiano - Guagnano - Lequile - Monteroni di Lecce - Novoli - Salice Salentino - San Pietro in Lama - Squinzano - Trepuzzi - Veglie |
|       | 9. Tricase                           | - Acquarica del Capo - Alessano - Andrano - Castrignano del Capo - Corsano - Gagliano del Capo - Miggiano - Montesano Salentino - Morciano di Leuca - Patù - Presicce - Ruffano - Salve - Specchia - Taurisano - Tiggiano - Tricase - Ugento |
|       | 10. Maglie                           | - Maglie |
|       | 11. Casarano                         | - Alliste - Casarano - Gallipoli - Matino - Parabita - Racale - Sannicola - Supersano - Taviano - Tuglie |
|       | 12. Nardò                            | - Nardò |
|       | 13. Galatina                         | - Aradeo - Calimera - Caprarica di Lecce - Castri di Lecce - Castrignano de' Greci - Cavallino - Corigliano d'Otranto - Cutrofiano - Galatina - Lizzanello - Martignano - San Donato di Lecce - Sogliano Cavour - Soleto - Sternatia - Zollino |
|       | 14. Taranto - Solito Corvisea        | - Parte di Taranto - Statte |
|       | 15. Taranto - Italia - Monte Granaro | - Parte di Taranto |
|       | 16. Manduria                         | - Avetrana - Faggiano - Fragagnano - Leporano - Lizzano - Manduria - Maruggio - Pulsano - San Marzano di San Giuseppe - Sava - Torricella |
|       | 17. Martina Franca                   | - Carosino - Crispiano - Grottaglie - Martina Franca - Monteiasi - Montemesola - Monteparano - Roccaforzata - San Giorgio Ionico |
|       | 18. Massafra                         | - Castellaneta - Ginosa - Laterza - Massafra - Mottola - Palagianello - Palagiano |
|       | 19. Bari - San Paolo - Stanic        | - Parte di Bari: - Palese Macchie - Santo Spirito - San Paolo-Stanic - Carbonara di Bari-Ceglie del Campo-Loseto - San Pasquale |
|       | 20. Bari - Libertà - Marconi         | - Parte di Bari: - Picone - Libertà-Marconi - Murat-San Nicola - Poggiofranco |
|       | 21. Bari - Mola di Bari              | - Parte di Bari: - Japigia-Torre a Mare - Carrassi - Madonnella - Mola di Bari |
|       | 22. Barletta                         | - Barletta - Canosa di Puglia |
|       | 23. Andria                           | - Andria - Minervino Murge - Spinazzola |
|       | 24. Trani                            | - Corato - Ruvo di Puglia - Trani |
|       | 25. Molfetta                         | - Bisceglie - Molfetta |
|       | 26. Bitonto                          | - Bitonto - Giovinazzo - Palo del Colle - Terlizzi |
|       | 27. Altamura                         | - Altamura - Gravina in Puglia - Poggiorsini - Santeramo in Colle |
|       | 28. Modugno                          | - Adelfia - Binetto - Bitetto - Bitritto - Grumo Appula - Modugno - Sannicandro di Bari - Toritto - Valenzano |
|       | 29. Triggiano                        | - Acquaviva delle Fonti - Capurso - Casamassima - Cassano delle Murge - Cellamare - Noicattaro - Sammichele di Bari - Triggiano - Turi |
|       | 30. Putignano                        | - Castellana Grotte - Conversano - Gioia del Colle - Polignano a Mare - Putignano - Rutigliano |
|       | 31. Monopoli                         | - Alberobello - Locorotondo - Monopoli - Noci |
|       | 32. Brindisi                         | - Brindisi - San Pietro Vernotico - Torchiarolo |
|       | 33. Mesagne                          | - Cellino San Marco - Erchie - Latiano - Mesagne - Oria - San Donaci - San Pancrazio Salentino - San Vito dei Normanni - Torre Santa Susanna |
|       | 34. Francavilla Fontana              | - Carovigno - Ceglie Messapica - Cisternino - Francavilla Fontana - Ostuni - San Michele Salentino - Villa Castelli |

### XII legislatura

#### Risultati elettorali
| Coalizioni                      | Liste                              | Proporzionale | Proporzionale | Proporzionale | Maggioritario | Maggioritario | Maggioritario |
| Coalizioni                      | Liste                              | Voti          | %             | Seggi         | Voti          | %             | Seggi         |
| ------------------------------- | ---------------------------------- | ------------- | ------------- | ------------- | ------------- | ------------- | ------------- |
| Progressisti                    | Partito Democratico della Sinistra | 471.039       | 19,93         | 3             | 787.459       | 32,42         | 10            |
| Progressisti                    | Rifondazione Comunista             | 165.285       | 6,99          | 2             | 787.459       | 32,42         | 10            |
| Progressisti                    | Federazione dei Verdi              | 72.560        | 3,07          | -             | 787.459       | 32,42         | 10            |
| Progressisti                    | Partito Socialista Italiano        | 65.494        | 2,77          | -             | 787.459       | 32,42         | 10            |
| Progressisti                    | Alleanza Democratica               | 32.102        | 1,36          | -             | 787.459       | 32,42         | 10            |
| Progressisti                    | La Rete                            | 29.533        | 1,25          | -             | 787.459       | 32,42         | 10            |
| Polo del Buon Governo           | Alleanza Nazionale                 | 649.346       | 27,47         | 1             | 930.019       | 38,29         | 23            |
| Patto per l'Italia              | Partito Popolare Italiano          | 326.785       | 13,82         | 3             | 449.536       | 18,51         | -             |
| Patto per l'Italia              | Patto Segni                        | 164.910       | 6,98          | 1             | 449.536       | 18,51         | -             |
| Programma Italia                | Programma Italia                   | 115.694       | 4,89          | -             | 36.800        | 1,52          | -             |
| Lista Pannella - Riformatori    | Lista Pannella - Riformatori       | 110.214       | 4,66          | -             | 38.718        | 1,59          | -             |
| Lega d'Azione Meridionale       | Lega d'Azione Meridionale          | 59.873        | 2,53          | -             | 46.820        | 1,93          | 1             |
| Socialdemocrazia per le Libertà | Socialdemocrazia per le Libertà    | 39.006        | 1,65          | -             | 27.395        | 1,13          | -             |
| Alleanza Popolare               | Alleanza Popolare                  | 12.827        | 0,54          | -             | 6.635         | 0,27          | -             |
| Rinascita Salentina             | Rinascita Salentina                | 11.479        | 0,49          | -             | 17.911        | 0,74          | -             |
| Solidarietà e Progresso         | Solidarietà e Progresso            | 10.310        | 0,44          | -             | 14.398        | 0,59          | -             |
| Democrazia e Solidarietà        | Democrazia e Solidarietà           | 9.546         | 0,40          | -             | 13.896        | 0,57          | -             |
| Unione Popolare                 | Unione Popolare                    | 7.673         | 0,32          | -             | 10.548        | 0,43          | -             |
| Utopia                          | Utopia                             | 6.951         | 0,29          | -             | 3.224         | 0,13          | -             |
| Alleanza di Programma           | Alleanza di Programma              | 3.388         | 0,14          | -             | 580           | 0,02          | -             |
| Progetto Democratico            | Progetto Democratico               | N.D.          | N.D.          | N.D.          | 11.134        | 0,46          | -             |
| Alleanza Jonica                 | Alleanza Jonica                    | N.D.          | N.D.          | N.D.          | 9.738         | 0,40          | -             |
| Unione Democratici Riformisti   | Unione Democratici Riformisti      | N.D.          | N.D.          | N.D.          | 6.179         | 0,25          | -             |
| Nuova Capitanata                | Nuova Capitanata                   | N.D.          | N.D.          | N.D.          | 5.822         | 0,24          | -             |
| Liberali                        | Liberali                           | N.D.          | N.D.          | N.D.          | 4.370         | 0,18          | -             |
| Movimento Garganico             | Movimento Garganico                | N.D.          | N.D.          | N.D.          | 2.450         | 0,10          | -             |
| Viva Zapata                     | Viva Zapata                        | N.D.          | N.D.          | N.D.          | 2.024         | 0,08          | -             |
| Democrazia Sociale              | Democrazia Sociale                 | N.D.          | N.D.          | N.D.          | 1.941         | 0,08          | -             |
| Puglia Nostra                   | Puglia Nostra                      | N.D.          | N.D.          | N.D.          | 1.341         | 0,06          | -             |
| Totale                          | Totale                             | 2.364.015     |               | 10            | 2.428.938     |               | 34            |

#### Eletti

##### Parte proporzionale
| Alleanza Nazionale    | Partito Democratico della Sinistra                                                    | Partito Popolare Italiano                                 | Rifondazione Comunista    | Patto Segni     |
| --------------------- | ------------------------------------------------------------------------------------- | --------------------------------------------------------- | ------------------------- | --------------- |
|                       |                                                                                       |                                                           |                           |                 |
| - Francesco Capitaneo | - Maria Celeste Nardini - Rosa Stanisci - Rosaria Lopedote Gadaleta - Antonio Bargone | - Giuseppe Giacovazzo - Antonio Lia - Giuseppina Servodio | - Francesco Paolo Voccoli | - Gianni Rivera |

##### Parte maggioritaria
Eletti nel Polo del Buon Governo (FI - LN - CCD - UdC - PLD)
     Eletti nei Progressisti (PDS - PRC - FdV - PSI - Rete - AD)
     Eletti nella Lega d'Azione Meridionale
| Collegio                     | Deputato | Deputato                      | Partito |
| ---------------------------- | -------- | ----------------------------- | ------- |
| San Severo                   |          | Fabio Di Capua                | PDS     |
| San Giovanni Rotondo         |          | Francesco Giovanni Maria Mele | FI      |
| Foggia-Lucera                |          | Vincenzo Bizzarri             | AN      |
| Foggia-Centro                |          | Paolo Agostinacchio           | AN      |
| Foggia-Centro                |          | Antonio Pepe                  | AN      |
| Cerignola                    |          | Francesco Bonito              | PDS     |
| Manfredonia                  |          | Franco Mastroluca             | PDS     |
| Lecce                        |          | Adriana Poli Bortone          | AN      |
| Squinzano                    |          | Giuseppe Taurino              | PDS     |
| Tricase                      |          | Eugenio Ozza                  | AN      |
| Maglie                       |          | Achille Enoc Mariano          | AN      |
| Casarano                     |          | Massimo D'Alema               | PDS     |
| Nardò                        |          | Fedele Pampo                  | AN      |
| Galatina                     |          | Antonio Rotundo               | PDS     |
| Taranto-Statte               |          | Giovanni Vittorio Battafarano | PDS     |
| Taranto-Italia-Monte Granaro |          | Pietro Cerullo                | LAM     |
| Manduria                     |          | Antonio Del Prete             | AN      |
| Martina Franca               |          | Francesco Paolo Liuzzi        | AN      |
| Massafra                     |          | Carmine Santo Patarino        | AN      |
| Bari-S. Paolo-Stanic         |          | Lucio Marengo                 | AN      |
| Bari-Libertà Marconi         |          | Giuseppe Tatarella            | AN      |
| Bari-Mola di Bari            |          | Mario Pitzalis                | AN      |
| Barletta                     |          | Andrea Gissi                  | AN      |
| Andria                       |          | Onofrio Spagnoletti Zeuli     | AN      |
| Trani                        |          | Gaetano Olivieri              | AN      |
| Molfetta                     |          | Francesco Maria Amoruso       | AN      |
| Bitonto                      |          | Nichi Vendola                 | PRC     |
| Altamura                     |          | Fabio Perinei                 | PDS     |
| Modugno                      |          | Nicola Magrone                | AD      |
| Triggiano                    |          | Giuseppe Antonio Barbieri     | AN      |
| Putignano                    |          | Giovanni Mastrangelo          | AN      |
| Monopoli                     |          | Giuseppe Petrelli             | AN      |
| Brindisi                     |          | Valentino Manzoni             | AN      |
| Mesagne                      |          | Angelo Raffaele Devicienti    | FI      |
| Francavilla Fontana          |          | Vincenzo Epifani              | AN      |

1. ↑  Dal 17.01.1996 a seguito di elezioni suppletive.

### XIII legislatura

#### Risultati elettorali
| Coalizioni                  | Liste                              | Proporzionale | Proporzionale | Proporzionale | Maggioritario | Maggioritario | Maggioritario |
| Coalizioni                  | Liste                              | Voti          | %             | Seggi         | Voti          | %             | Seggi         |
| --------------------------- | ---------------------------------- | ------------- | ------------- | ------------- | ------------- | ------------- | ------------- |
| Polo per le Libertà         | Forza Italia                       | 579.301       | 24,62         | 4             | 1.076.561     | 45,53         | 17            |
| Polo per le Libertà         | Alleanza Nazionale                 | 421.932       | 17,93         | 1             | 1.076.561     | 45,53         | 17            |
| Polo per le Libertà         | CCD-CDU                            | 178.062       | 7,57          | 2             | 1.076.561     | 45,53         | 17            |
| L'Ulivo                     | Partito Democratico della Sinistra | 520.643       | 22,13         | 2             | 1.088.971     | 46,05         | 16            |
| L'Ulivo                     | Popolari per Prodi                 | 123.423       | 5,25          | -             | 1.088.971     | 46,05         | 16            |
| L'Ulivo                     | Rinnovamento Italiano              | 87.752        | 3,73          | -             | 1.088.971     | 46,05         | 16            |
| L'Ulivo                     | Federazione dei Verdi              | 40.449        | 1,72          | -             | 1.088.971     | 46,05         | 16            |
| Rifondazione Comunista      | Rifondazione Comunista             | 176.202       | 7,49          | 1             | N.D.          | N.D.          | N.D.          |
| Lega d'Azione Meridionale   | Lega d'Azione Meridionale          | 72.062        | 3,06          | -             | 82.373        | 3,48          | 1             |
| Fiamma Tricolore            | Fiamma Tricolore                   | 37.133        | 1,58          | -             | 53.307        | 2,25          | -             |
| Lista Pannella-Sgarbi       | Lista Pannella-Sgarbi              | 36.213        | 1,54          | -             | 7.940         | 0,34          | -             |
| Partito Socialista          | Partito Socialista                 | 29.216        | 1,24          | -             | N.D.          | N.D.          | N.D.          |
| Gruppo Indipendente Libertà | Gruppo Indipendente Libertà        | 17.451        | 0,74          | -             | 8.805         | 0,37          | -             |
| Mani Pulite                 | Mani Pulite                        | 17.424        | 0,74          | -             | 31.995        | 1,35          | -             |
| Ambientalisti               | Ambientalisti                      | 15.560        | 0,66          | -             | 12.299        | 0,52          | -             |
| Movimento Polo Sud          | Movimento Polo Sud                 | N.D.          | N.D.          | N.D.          | 2.310         | 0,10          | -             |
| Totale                      | Totale                             | 2.352.823     |               | 10            | 2.364.561     |               | 34            |

#### Eletti

##### Parte proporzionale
| Forza Italia                                                             | Partito Democratico della Sinistra | Alleanza Nazionale | CCD-CDU                            | Rifondazione Comunista |
| ------------------------------------------------------------------------ | ---------------------------------- | ------------------ | ---------------------------------- | ---------------------- |
|                                                                          |                                    |                    |                                    |                        |
| - Giuseppe Calderisi - Marianna Li Calzi - Antonio Guidi - Antonio Leone | - Gaetano Veneto - Rosa Stanisci   | - Luigi Colonna    | - Marco Follini - Massimo Ostillio | - Nichi Vendola        |

##### Parte maggioritaria
Eletti nell'Ulivo (DS - P-S-P-U-P - RI - FdV)
     Eletti nel Polo per le Libertà (FI - AN - CCD-CDU)
     Eletti nella Lega d'Azione Meridionale
| Collegio                     | Deputato            | Deputato                | Partito |
| ---------------------------- | ------------------- | ----------------------- | ------- |
| San Severo                   |                     | Fabio Di Capua          | PDS     |
| San Giovanni Rotondo         |                     | Nicandro Marinacci      | CDU     |
| Foggia-Lucera                |                     | Michele Ricci           | PPI     |
| Foggia-Centro                |                     | Antonio Pepe            | AN      |
| Cerignola                    |                     | Francesco Bonito        | PDS     |
| Manfredonia                  |                     | Franco Mastroluca       | PDS     |
| Lecce                        |                     | Adriana Poli Bortone    | AN      |
| Lecce                        |                     | Cosimo Casilli          | PPI     |
| Squinzano                    |                     | Alfredo Mantovano       | AN      |
| Tricase                      |                     | Ernesto Abaterusso      | PDS     |
| Maglie                       |                     | Pier Ferdinando Casini  | CCD     |
| Casarano                     |                     | Massimo D'Alema         | PDS     |
| Nardò                        |                     | Fedele Pampo            | AN      |
| Galatina                     |                     | Antonio Rotundo         | PDS     |
| Taranto-Statte               |                     | Vittorio Angelici       | PPI     |
| Taranto-Italia-Monte Granaro |                     | Giancarlo Cito          | LAM     |
| Manduria                     |                     | Ugo Malagnino           | PDS     |
| Martina Franca               |                     | Rocco Maggi             | UD      |
| Massafra                     |                     | Paolo Rubino            | PDS     |
| Bari-S. Paolo-Stanic         |                     | Lucio Marengo           | AN      |
| Bari-Libertà Marconi         |                     | Giuseppe Tatarella      | AN      |
| Bari-Libertà Marconi         | Salvatore Tatarella | AN                      |         |
| Bari-Mola di Bari            |                     | Antonio Lorusso         | FI      |
| Barletta                     |                     | Andrea Gissi            | AN      |
| Andria                       |                     | Giannicola Sinisi       | PPI     |
| Trani                        |                     | Ermanno Iacobellis      | AN      |
| Molfetta                     |                     | Francesco Maria Amoruso | AN      |
| Bitonto                      |                     | Giuseppe Rossiello      | PDS     |
| Altamura                     |                     | Giovanni Divella        | FI      |
| Modugno                      |                     | Rosario Polizzi         | AN      |
| Triggiano                    |                     | Giuseppina Servodio     | PPI     |
| Putignano                    |                     | Vito Leccese            | FdV     |
| Monopoli                     |                     | Donato Bruno            | FI      |
| Brindisi                     |                     | Valentino Manzoni       | AN      |
| Mesagne                      |                     | Cosimo Faggiano         | PDS     |
| Francavilla Fontana          |                     | Luigi Vitali            | FI      |

1. ↑  Eletto a seguito di elezioni suppletive nel 1999.
2. ↑  Eletto a seguito di elezioni suppletive nel 1999.

### XIV legislatura

#### Risultati elettorali
| Coalizioni                | Liste                     | Proporzionale | Proporzionale | Proporzionale | Maggioritario | Maggioritario | Maggioritario |
| Coalizioni                | Liste                     | Voti          | %             | Seggi         | Voti          | %             | Seggi         |
| ------------------------- | ------------------------- | ------------- | ------------- | ------------- | ------------- | ------------- | ------------- |
| Casa delle Libertà        | Forza Italia              | 734.776       | 30,15         | 4             | 1.120.622     | 45,11         | 22            |
| Casa delle Libertà        | Alleanza Nazionale        | 373.871       | 15,34         | 2             | 1.120.622     | 45,11         | 22            |
| Casa delle Libertà        | CCD-CDU                   | 96.076        | 3,94          | -             | 1.120.622     | 45,11         | 22            |
| Casa delle Libertà        | Nuovo PSI                 | 26.902        | 1,10          | -             | 1.120.622     | 45,11         | 22            |
| L'Ulivo                   | La Margherita             | 392.561       | 16,11         | 2             | 1.025.620     | 41,29         | 12            |
| L'Ulivo                   | Democratici di Sinistra   | 314.745       | 12,91         | 1             | 1.025.620     | 41,29         | 12            |
| L'Ulivo                   | Il Girasole               | 58.562        | 2,40          | -             | 1.025.620     | 41,29         | 12            |
| L'Ulivo                   | Comunisti Italiani        | 33.158        | 1,36          | -             | 1.025.620     | 41,29         | 12            |
| Italia dei Valori         | Italia dei Valori         | 124.434       | 5,11          | -             | 98.632        | 3,97          | -             |
| Rifondazione Comunista    | Rifondazione Comunista    | 114.261       | 4,69          | 1             | N.D.          | N.D.          | N.D.          |
| Democrazia Europea        | Democrazia Europea        | 69.900        | 2,87          | -             | 153.049       | 6,16          | -             |
| Lista Emma Bonino         | Lista Emma Bonino         | 35.069        | 1,44          | -             | 16.531        | 0,67          | -             |
| Fiamma Tricolore          | Fiamma Tricolore          | 34.538        | 1,42          | -             | 36.714        | 1,48          | -             |
| Lega d'Azione Meridionale | Lega d'Azione Meridionale | 23.779        | 0,98          | -             | 19.366        | 0,78          | -             |
| Paese Nuovo               | Paese Nuovo               | 3.099         | 0,13          | -             | N.D.          | N.D.          | N.D.          |
| Abolizione Scorporo       | Abolizione Scorporo       | 1.429         | 0,06          | -             | N.D.          | N.D.          | N.D.          |
| Popolari Europei          | Popolari Europei          | N.D.          | N.D.          | N.D.          | 13.447        | 0,54          | -             |
| Totale                    | Totale                    | 2.437.160     |               | 10            | 2.483.981     |               | 34            |

#### Eletti

##### Parte proporzionale
| Forza Italia                                                            | La Margherita                   | Alleanza Nazionale                 | Democratici di Sinistra | Rifondazione Comunista |
| ----------------------------------------------------------------------- | ------------------------------- | ---------------------------------- | ----------------------- | ---------------------- |
|                                                                         |                                 |                                    |                         |                        |
| - Guido Viceconte - Angelo Sanza - Gianstefano Frigerio - Antonio Leone | - Nicola Fusillo - Italo Tanoni | - Gennaro Malgieri - Ernesto Maggi | - Peppino Caldarola     | - Nichi Vendola        |

##### Parte maggioritaria
Eletti nella Casa delle Libertà (FI - AN - LN - CCD-CDU)
     Eletti nell'Ulivo (DS - DL - Girasole - PdCI)
| Collegio                     | Deputato           | Deputato                   | Partito    |
| ---------------------------- | ------------------ | -------------------------- | ---------- |
| San Severo                   |                    | Vincenzo Canelli           | AN         |
| San Giovanni Rotondo         |                    | Domenicantonio Spina Diana | FI         |
| Foggia-Lucera                |                    | Raffaele Di Gioia          | SDI        |
| Foggia-Centro                |                    | Antonio Pepe               | AN         |
| Cerignola                    |                    | Francesco Bonito           | DS         |
| Manfredonia                  |                    | Pietro Folena              | DS         |
| Lecce                        |                    | Ugo Lisi                   | AN         |
| Squinzano                    |                    | Achille Villani Miglietta  | AN         |
| Tricase                      |                    | Luigi Pepe                 | DL (UDEUR) |
| Maglie                       |                    | Luigi Lazzari              | FI         |
| Casarano                     |                    | Massimo D'Alema            | DS         |
| Casarano                     | Lorenzo Emilio Ria | DL                         |            |
| Nardò                        |                    | Gregorio Dell'Anna         | FI         |
| Galatina                     |                    | Antonio Rotundo            | DS         |
| Taranto-Statte               |                    | Michele Tucci              | CCD        |
| Taranto-Italia-Monte Granaro |                    | Massimo Ostillio           | DL (UDEUR) |
| Manduria                     |                    | Giuseppe Tarantino         | FI         |
| Martina Franca               |                    | Giuseppe Lezza             | FI         |
| Massafra                     |                    | Carmine Santo Patarino     | AN         |
| Bari-S. Paolo-Stanic         |                    | Antonio Lorusso            | FI         |
| Bari-Libertà Marconi         |                    | Aurelio Gironda Veraldi    | AN         |
| Bari-Mola di Bari            |                    | Marco Follini              | CCD        |
| Barletta                     |                    | Nicola Rossi               | DS         |
| Andria                       |                    | Giannicola Sinisi          | DL (PPI)   |
| Trani                        |                    | Gabriella Carlucci         | FI         |
| Molfetta                     |                    | Francesco Maria Amoruso    | AN         |
| Bitonto                      |                    | Giuseppe Rossiello         | DS         |
| Altamura                     |                    | Donato Piglionica          | DS         |
| Modugno                      |                    | Giovanni Mongiello         | CDU        |
| Triggiano                    |                    | Carmine Degennaro          | CDU        |
| Putignano                    |                    | Giuseppe Gallo             | AN         |
| Monopoli                     |                    | Donato Bruno               | FI         |
| Brindisi                     |                    | Giovanni Carbonella        | DL         |
| Mesagne                      |                    | Luciano Sardelli           | FI         |
| Francavilla Fontana          |                    | Luigi Vitali               | FI         |

1. ↑  In seguito ad elezioni suppletive.

## Dal 2005 al 2017

### XV legislatura

#### Risultati elettorali
|                               | Forza Italia                                      | 683 344   | 27,29 | 12 |  |  |  |  |  |
|                               | Alleanza Nazionale                                | 330 108   | 13,18 | 6  |  |  |  |  |  |
|                               | Unione dei Democratici Cristiani e di Centro      | 195 460   | 7,81  | 3  |  |  |  |  |  |
|                               | Democrazia Cristiana per le Autonomie – Nuovo PSI | 22 907    | 0,91  | –  |  |  |  |  |  |
|                               | Lega Nord – MPA                                   | 16 646    | 0,66  | –  |  |  |  |  |  |
|                               | Fiamma Tricolore                                  | 15 970    | 0,64  | –  |  |  |  |  |  |
|                               | Alternativa Sociale                               | 14 271    | 0,57  | –  |  |  |  |  |  |
|                               | No Euro                                           | 5 395     | 0,22  | –  |  |  |  |  |  |
|                               | Partito Liberale Italiano                         | 4 485     | 0,18  | –  |  |  |  |  |  |
|                               | Sos Italia                                        | 1 887     | 0,08  | –  |  |  |  |  |  |
|                               | Totale coalizione                                 | 1 290 473 | 51,54 | 21 |  |  |  |  |  |
|                               | L'Ulivo                                           | 729 253   | 29,13 | 14 |  |  |  |  |  |
|                               | Partito della Rifondazione Comunista              | 142 893   | 5,71  | 3  |  |  |  |  |  |
|                               | Rosa nel Pugno                                    | 77 819    | 3,11  | 2  |  |  |  |  |  |
|                               | Italia dei Valori                                 | 66 414    | 2,65  | 1  |  |  |  |  |  |
|                               | Partito dei Comunisti Italiani                    | 51 426    | 2,05  | 1  |  |  |  |  |  |
|                               | Popolari UDEUR                                    | 46 627    | 1,86  | 1  |  |  |  |  |  |
|                               | Federazione dei Verdi                             | 41 859    | 1,67  | 1  |  |  |  |  |  |
|                               | I Socialisti                                      | 39 030    | 1,56  | –  |  |  |  |  |  |
|                               | Partito Pensionati                                | 13 803    | 0,55  | –  |  |  |  |  |  |
|                               | Totale coalizione                                 | 1 209 124 | 48,29 | 23 |  |  |  |  |  |
|                               | Dimensione Christiana                             | 2 489     | 0,10  | –  |  |  |  |  |  |
|                               | Solidarietà                                       | 1 741     | 0,07  | –  |  |  |  |  |  |
| Totale                        | Totale                                            | 2 503 827 | 100   | 44 |  |  |  |  |  |
|                               |                                                   |           |       |    |  |  |  |  |  |
| Voti non validi               | Voti non validi                                   | 93 584    | 3,60  |    |  |  |  |  |  |
| Votanti                       | Votanti                                           | 2 597 411 | 79,37 |    |  |  |  |  |  |
| Elettori                      | Elettori                                          | 3 272 677 |       |    |  |  |  |  |  |
|                               |                                                   |           |       |    |  |  |  |  |  |
| Fonte: Ministero dell'interno |                                                   |           |       |    |  |  |  |  |  |

#### Eletti
| L'Ulivo | Partito della Rifondazione Comunista                                     | Rosa nel Pugno                                                                                    | Italia dei Valori                                                    |
| --- | ------------------------------------------------------------------------ | ------------------------------------------------------------------------------------------------- | -------------------------------------------------------------------- |
| |                                                                          |                                                                                                   |                                                                      |
| - Massimo D'Alema - → Giuseppe Fioroni - Paolo De Castro - Michele Bordo - Gero Grassi - Alba Sasso - Khaled Fouad Allam - Teresa Bellanova - Ludovico Vico - Giovanni Carbonella - Salvatore Tomaselli - Giuseppe Caldarola - Massimo Donadi - Nicola Rossi - Giuseppina Servodio | - → Fausto Bertinotti - Pietro Folena - Franco Russo - Donatella Duranti | - → Emma Bonino - → Enrico Boselli - → Roberto Villetti - → Daniele Capezzone - Raffaele Di Gioia | - → Antonio Di Pietro - Pino Pisicchio                               |
| - Massimo D'Alema - → Giuseppe Fioroni - Paolo De Castro - Michele Bordo - Gero Grassi - Alba Sasso - Khaled Fouad Allam - Teresa Bellanova - Ludovico Vico - Giovanni Carbonella - Salvatore Tomaselli - Giuseppe Caldarola - Massimo Donadi - Nicola Rossi - Giuseppina Servodio | Partito dei Comunisti Italiani                                           | Udeur                                                                                             | Federazione dei Verdi                                                |
| - Massimo D'Alema - → Giuseppe Fioroni - Paolo De Castro - Michele Bordo - Gero Grassi - Alba Sasso - Khaled Fouad Allam - Teresa Bellanova - Ludovico Vico - Giovanni Carbonella - Salvatore Tomaselli - Giuseppe Caldarola - Massimo Donadi - Nicola Rossi - Giuseppina Servodio |                                                                          |                                                                                                   |                                                                      |
| - Massimo D'Alema - → Giuseppe Fioroni - Paolo De Castro - Michele Bordo - Gero Grassi - Alba Sasso - Khaled Fouad Allam - Teresa Bellanova - Ludovico Vico - Giovanni Carbonella - Salvatore Tomaselli - Giuseppe Caldarola - Massimo Donadi - Nicola Rossi - Giuseppina Servodio | - → Oliviero Diliberto - → Cosimo Sgobio - Francesco Napoletano          | - Rocco Pignataro                                                                                 | - → Alfonso Pecoraro Scanio - → Grazia Francescato - Domenico Lomelo |

| Forza Italia | Alleanza Nazionale | Unione dei Democratici Cristiani e di Centro                                                                    |
| --- | --- | --- |
| | | |
| - → Silvio Berlusconi - → Claudio Scajola - Raffaele Fitto - Donato Bruno - Antonio Leone - Luigi Vitali - Angelo Sanza - Simeone Di Cagno Abbrescia - Giuseppe Maria Reina - Pietro Franzoso - Simonetta Licastro Scardino - Gabriella Carlucci - Luigi Lazzari - Salvatore Mazzaracchio | - → Gianfranco Fini - Francesco Maria Amoruso - Angela Filipponio Tatarella - Ugo Lisi - Antonio Pepe - Carmine Santo Patarino - Antonio Buonfiglio | - → Pier Ferdinando Casini - → Lorenzo Cesa - → Erminia Mazzoni - Michele Tucci - Salvatore Greco - Cosimo Mele |

1. ↑  Opta per la circoscrizione Lazio 2
2. ↑  Opta per la circoscrizione Piemonte 2
3. ↑  Opta per la circoscrizione Veneto 2
4. ↑  Opta per la circoscrizione Sicilia 2
5. ↑  Opta per la circoscrizione Sardegna
6. ↑  Opta per la circoscrizione Sicilia 1
7. ↑  Opta per la circoscrizione Veneto 2
8. ↑  Opta per la circoscrizione Sicilia 1
9. ↑  Opta per la circoscrizione Emilia-Romagna
10. ↑  Opta per la circoscrizione Campania 2
11. ↑  Opta per la circoscrizione Friuli-Venezia Giulia
12. ↑  Dimissionario in data 04.07.2006; subentrante: Paola Balducci (avendo Marco Lion optato per la circoscrizione Marche)
13. ↑  Opta per la circoscrizione Campania 1
14. ↑  Opta per la circoscrizione Liguria
15. ↑  Opta per la circoscrizione Emilia-Romagna
16. ↑  Opta per la circoscrizione Lombardia 1
17. ↑  Opta per la circoscrizione Lombardia 2
18. ↑  Opta per la circoscrizione Campania 2

### XVI legislatura

#### Risultati elettorali
|                               | Il Popolo della Libertà               | 1 087 605 | 45,63 | 23 |  |  |  |  |  |
|                               | Movimento per l'Autonomia             | 42 369    | 1,78  | 1  |  |  |  |  |  |
|                               | Totale coalizione                     | 1 129 974 | 47,41 | 24 |  |  |  |  |  |
|                               | Partito Democratico                   | 738 952   | 31,00 | 14 |  |  |  |  |  |
|                               | Italia dei Valori                     | 108 432   | 4,55  | 2  |  |  |  |  |  |
|                               | Totale coalizione                     | 847 384   | 35,55 | 16 |  |  |  |  |  |
|                               | Unione di Centro                      | 189 477   | 7,95  | 4  |  |  |  |  |  |
|                               | La Sinistra l'Arcobaleno              | 70 947    | 2,98  | –  |  |  |  |  |  |
|                               | La Destra - Fiamma Tricolore          | 50 834    | 2,13  | –  |  |  |  |  |  |
|                               | Partito Socialista                    | 37 155    | 1,56  | –  |  |  |  |  |  |
|                               | Partito Comunista dei Lavoratori      | 11 665    | 0,49  | –  |  |  |  |  |  |
|                               | Partito Liberale Italiano             | 9 647     | 0,40  | –  |  |  |  |  |  |
|                               | Sinistra Critica                      | 9 408     | 0,39  | –  |  |  |  |  |  |
|                               | Forza Nuova                           | 7 973     | 0,33  | –  |  |  |  |  |  |
|                               | Per il Bene Comune                    | 7 325     | 0,31  | –  |  |  |  |  |  |
|                               | Associazione per la Difesa della Vita | 6 235     | 0,26  | –  |  |  |  |  |  |
|                               | Unione Democratica per i Consumatori  | 5 629     | 0,24  | –  |  |  |  |  |  |
| Totale                        | Totale                                | 2 383 653 | 100   | 44 |  |  |  |  |  |
|                               |                                       |           |       |    |  |  |  |  |  |
| Voti non validi               | Voti non validi                       | 120 028   | 4,79  |    |  |  |  |  |  |
| Votanti                       | Votanti                               | 2 503 681 | 76,21 |    |  |  |  |  |  |
| Elettori                      | Elettori                              | 3 285 298 |       |    |  |  |  |  |  |
|                               |                                       |           |       |    |  |  |  |  |  |
| Fonte: Ministero dell'interno |                                       |           |       |    |  |  |  |  |  |

#### Eletti
| Il Popolo della Libertà | Partito Democratico |
| --- | --- |
| | |
| - Silvio Berlusconi - Gianfranco Fini - Raffaele Fitto - Alfredo Mantovano - Antonio Leone - Donato Bruno - Luigi Vitali - Antonio Buonfiglio - Pietro Franzoso - Luigi Lazzari - Francesco Divella - Simeone Di Cagno Abbrescia - Gabriella Carlucci - Ugo Lisi - Italo Tanoni - Elvira Savino - Carmine Santo Patarino - Vincenzo Barba - Antonio Distaso - Souad Sbai - Giuseppe Calderisi - Barbara Mannucci - Francesco Paolo Sisto - Antonio Pepe - Benedetto Francesco Fucci | - Massimo D'Alema - Margherita Angela Mastromauro - Gero Grassi - Michele Bordo - Teresa Bellanova - Cinzia Capano - Alberto Losacco - Francesco Boccia - Ludovico Vico - Anna Paola Concia - Antonio Gaglione - Lorenzo Ria - Giuseppina Servodio - Dario Ginefra |
| Movimento per l'Autonomia | Italia dei Valori |
| | |
| - → Raffaele Lombardo - Luciano Sardelli | - → Antonio Di Pietro - Pierfelice Zazzera - Pino Pisicchio |

1. ↑  Opta per la circoscrizione Molise
2. ↑  Opta per la circoscrizione Emilia-Romagna
3. ↑  Opta per la carica di Presidente della Regione Siciliana
4. ↑  Opta per la circoscrizione Molise

### XVII legislatura

#### Risultati elettorali
|                               | Il Popolo della Libertà          | 637 815   | 28,91 | 9  |  |  |  |  |  |
|                               | Fratelli d'Italia                | 34 264    | 1,55  | 1  |  |  |  |  |  |
|                               | Grande Sud – MPA                 | 18 938    | 0,86  | –  |  |  |  |  |  |
|                               | La Destra                        | 13 791    | 0,63  | –  |  |  |  |  |  |
|                               | Moderati in Rivoluzione          | 9 680     | 0,44  | –  |  |  |  |  |  |
|                               | Partito Pensionati               | 8 867     | 0,40  | –  |  |  |  |  |  |
|                               | Intesa Popolare                  | 2 221     | 0,10  | –  |  |  |  |  |  |
|                               | Lega Nord                        | 1 578     | 0,07  | –  |  |  |  |  |  |
|                               | Totale coalizione                | 727 154   | 32,96 | 10 |  |  |  |  |  |
|                               | Partito Democratico              | 407 279   | 18,46 | 15 |  |  |  |  |  |
|                               | Sinistra Ecologia Libertà        | 144 465   | 6,55  | 5  |  |  |  |  |  |
|                               | Centro Democratico               | 32 054    | 1,45  | 1  |  |  |  |  |  |
|                               | Totale coalizione                | 583 798   | 26,46 | 21 |  |  |  |  |  |
|                               | Movimento 5 Stelle               | 562 398   | 25,49 | 8  |  |  |  |  |  |
|                               | Scelta Civica                    | 172 307   | 7,81  | 2  |  |  |  |  |  |
|                               | Unione di Centro                 | 45 567    | 2,07  | 1  |  |  |  |  |  |
|                               | Futuro e Libertà per l'Italia    | 13 808    | 0,63  | –  |  |  |  |  |  |
|                               | Totale coalizione                | 231 682   | 10,50 | 3  |  |  |  |  |  |
|                               | Rivoluzione Civile               | 53 790    | 2,44  | –  |  |  |  |  |  |
|                               | Amnistia Giustizia Libertà       | 9 366     | 0,42  | –  |  |  |  |  |  |
|                               | Fare per Fermare il Declino      | 8 448     | 0,38  | –  |  |  |  |  |  |
|                               | Partito Comunista dei Lavoratori | 5 742     | 0,26  | –  |  |  |  |  |  |
|                               | Partito di Alternativa Comunista | 5 196     | 0,24  | –  |  |  |  |  |  |
|                               | Fiamma Tricolore                 | 5 140     | 0,23  | –  |  |  |  |  |  |
|                               | Forza Nuova                      | 5 128     | 0,23  | –  |  |  |  |  |  |
|                               | CasaPound                        | 3 948     | 0,18  | –  |  |  |  |  |  |
|                               | Io Amo l'Italia                  | 2 745     | 0,12  | –  |  |  |  |  |  |
|                               | Riformisti Italiani              | 1 399     | 0,06  | –  |  |  |  |  |  |
| Totale                        | Totale                           | 2 205 934 | 100   | 42 |  |  |  |  |  |
|                               |                                  |           |       |    |  |  |  |  |  |
| Voti non validi               | Voti non validi                  | 100 704   | 4,37  |    |  |  |  |  |  |
| Votanti                       | Votanti                          | 2 306 638 | 69,94 |    |  |  |  |  |  |
| Elettori                      | Elettori                         | 3 297 793 |       |    |  |  |  |  |  |
|                               |                                  |           |       |    |  |  |  |  |  |
| Fonte: Ministero dell'interno |                                  |           |       |    |  |  |  |  |  |

#### Eletti
| Partito Democratico | Il Popolo della Libertà | Movimento 5 Stelle | Sinistra Ecologia Libertà                                                                         |
| --- | --- | --- | ------------------------------------------------------------------------------------------------- |
| | | |                                                                                                   |
| - Franco Cassano - Michele Bordo - Massimo Bray - Liliana Ventricelli - Teresa Bellanova - Antonio Decaro - Francesco Boccia - Michele Pelillo - Salvatore Capone - Dario Ginefra - Gero Grassi - Alberto Losacco - Ivan Scalfarotto - Elisa Mariano - Colomba Mongiello | - Raffaele Fitto - Antonio Leone - Antonio Distaso - Francesco Paolo Sisto - Benedetto Francesco Fucci - Elvira Savino - Rocco Palese - Gianfranco Giovanni Chiarelli - Roberto Marti | - Giuseppe D'Ambrosio - Giuseppe L'Abbate - Diego De Lorenzis - Giuseppe Brescia - Alessandro Furnari - Emanuele Scagliusi - Francesco Cariello - Vincenza Labriola | - Nichi Vendola - Nicola Fratoianni - Annalisa Pannarale - Antonio Matarrelli - Donatella Duranti |
| Scelta Civica | Unione di Centro | Fratelli d'Italia | Centro Democratico                                                                                |
| | | |                                                                                                   |
| - Salvatore Matarrese - Gaetano Piepoli | - → Lorenzo Cesa - Angelo Cera | - Ignazio La Russa | - Pino Pisicchio                                                                                  |

## Dal 2017

### Collegi elettorali

#### Dal 2017 al 2020
Alla circoscrizione sono attribuiti 42 seggi: 16 sono assegnati mediante sistema maggioritario, in altrettanti collegi uninominali; 26 mediante sistema proporzionale, all'interno di quattro collegi plurinominali.
| Collegi plurinominali | Collegi plurinominali | Collegi uninominali                                                                                          |
| --------------------- | --------------------- | --- |
|                       | Puglia - 01           | - 01 - Bari - Libertà - Marconi - San Girolamo - Fesca - 02 - Bari - Bitonto - 03 - Molfetta - 05 - Altamura |
|                       | Puglia - 02           | - 07 - Lecce - 08 - Nardò - 09 - Casarano - 12 - Francavilla Fontana                                         |
|                       | Puglia - 03           | - 06 - Monopoli - 10 - Taranto - 11 - Martina Franca - 13 - Brindisi                                         |
|                       | Puglia - 04           | - 04 - Andria - 14 - San Severo - 15 - Cerignola - 16 - Foggia                                               |

#### Dal 2020
In seguito alla riforma costituzionale del 2020 in tema di riduzione del numero dei parlamentari, alla circoscrizione sono attribuiti 27 seggi: 10 sono assegnati mediante sistema maggioritario, in altrettanti collegi uninominali; 17 mediante sistema proporzionale, all'interno di quattro collegi plurinominali.
| Collegi plurinominali | Collegi plurinominali | Collegi uninominali                          |
| --------------------- | --------------------- | -------------------------------------------- |
|                       | Puglia - 01           | - 01 - Foggia - 02 - Cerignola - 03 - Andria |
|                       | Puglia - 02           | - 04 - Molfetta - 05 - Bari                  |
|                       | Puglia - 03           | - 06 - Altamura - 08 - Taranto               |
|                       | Puglia - 04           | - 07 - Brindisi - 09 - Lecce - 10 - Galatina |

### XVIII legislatura

#### Risultati elettorali
|                            | Movimento 5 Stelle                  | 981 644   | 44,94 | 13 | 981 644   | 44,94 | 16 |  |  |
|                            | Forza Italia                        | 409 023   | 18,73 | 6  | 702 710   | 32,17 | –  |  |  |
|                            | Lega                                | 134 916   | 6,18  | 2  | 702 710   | 32,17 | –  |  |  |
|                            | Fratelli d'Italia                   | 82 407    | 3,77  | 1  | 702 710   | 32,17 | –  |  |  |
|                            | Noi con l'Italia – UDC              | 76 364    | 3,50  | –  | 702 710   | 32,17 | –  |  |  |
|                            | Partito Democratico                 | 300 666   | 13,76 | 4  | 351 728   | 16,10 | –  |  |  |
|                            | +Europa                             | 28 595    | 1,31  | –  | 351 728   | 16,10 | –  |  |  |
|                            | Italia Europa Insieme               | 11 451    | 0,52  | –  | 351 728   | 16,10 | –  |  |  |
|                            | Civica Popolare                     | 11 016    | 0,50  | –  | 351 728   | 16,10 | –  |  |  |
|                            | Liberi e Uguali                     | 76 539    | 3,50  | 1  | 76 539    | 3,50  | –  |  |  |
|                            | Potere al Popolo!                   | 21 274    | 0,97  | –  | 21 274    | 0,97  | –  |  |  |
|                            | CasaPound                           | 16 340    | 0,75  | –  | 16 340    | 0,75  | –  |  |  |
|                            | Il Popolo della Famiglia            | 12 107    | 0,55  | –  | 12 107    | 0,55  | –  |  |  |
|                            | Italia agli Italiani (FN - FT)      | 6 967     | 0,32  | –  | 6 967     | 0,32  | –  |  |  |
|                            | Partito Comunista                   | 6 076     | 0,28  | –  | 6 076     | 0,28  | –  |  |  |
|                            | Partito Valore Umano                | 3 086     | 0,14  | –  | 3 086     | 0,14  | –  |  |  |
|                            | 10 Volte Meglio                     | 3 068     | 0,14  | –  | 3 068     | 0,14  | –  |  |  |
|                            | Partito Repubblicano Italiano – ALA | 2 802     | 0,13  | –  | 2 802     | 0,13  | –  |  |  |
| Totale                     | Totale                              | 2 184 341 | 100   | 27 | 2 184 341 | 100   | 16 |  |  |
|                            |                                     |           |       |    |           |       |    |  |  |
| Schede bianche             | Schede bianche                      | 23 840    | 1,06  |    |           |       |    |  |  |
| Schede nulle               | Schede nulle                        | 49 483    | 2,19  |    |           |       |    |  |  |
| Votanti                    | Votanti                             | 2 257 664 | 68,91 |    |           |       |    |  |  |
| Elettori                   | Elettori                            | 3 276 088 |       |    |           |       |    |  |  |
|                            |                                     |           |       |    |           |       |    |  |  |
| Fonte: Camera dei deputati |                                     |           |       |    |           |       |    |  |  |

#### Eletti

##### Eletti nei collegi uninominali
Eletti nel Movimento 5 Stelle
| Collegio uninominale                       | Eletto | Eletto                  | Partito |
| ------------------------------------------ | ------ | ----------------------- | ------- |
| 1. Bari-Libertà-Marconi-San Girolamo-Fesca |        | Paolo Lattanzio         | M5S     |
| 2. Bari-Bitonto                            |        | Francesca Anna Ruggiero | M5S     |
| 3. Molfetta                                |        | Francesca Galizia       | M5S     |
| 4. Andria                                  |        | Giuseppe D'Ambrosio     | M5S     |
| 5. Altamura                                |        | Nunzio Angiola          | M5S     |
| 6. Monopoli                                |        | Emanuele Scagliusi      | M5S     |
| 7. Lecce                                   |        | Michele Nitti           | M5S     |
| 8. Nardò                                   |        | Maria Soave Alemanno    | M5S     |
| 9. Casarano                                |        | Nadia Aprile            | M5S     |
| 10. Taranto                                |        | Rosalba De Giorgi       | M5S     |
| 11. Martina Franca                         |        | Gianpaolo Cassese       | M5S     |
| 12. Francavilla Fontana                    |        | Giovanni Luca Aresta    | M5S     |
| 13. Brindisi                               |        | Anna Macina             | M5S     |
| 14. San Severo                             |        | Carla Giuliano          | M5S     |
| 15. Cerignola                              |        | Antonio Tasso           | M5S     |
| 16. Foggia                                 |        | Rosa Menga              | M5S     |

1. ↑  Dimissionario in data 16.04.2013; subentrante: Arcangelo Sannicandro
2. ↑  Opta per la circoscrizione Calabria
3. ↑  In data 07.08.2020 aderisce al gruppo misto, non iscritti; in data 10.12.2020 al gruppo Partito Democratico.
4. ↑  In data 18.02.2021 aderisce al gruppo misto, non iscritti.
5. ↑  In data 03.01.2020 aderisce al gruppo misto, non iscritti; in data 26.11.2020 alla componente «Azione-+Europa-Radicali Italiani».
6. 1 2 3 4  In data 21.06.2022 aderisce al gruppo Insieme per il Futuro.
7. ↑  In data 21.01.2020 aderisce al gruppo misto, non iscritti; in data 06.05.2020 alla componente «Popolo Protagonista-Alternativa Popolare»; in data 23.09.2020 torna nei non iscritti; in data 10.12.2020 aderisce al gruppo Partito Democratico.
8. ↑  In data 21.07.2022 aderisce al gruppo Italia Viva - Italia C'è.
9. ↑  In data 21.01.2020 aderisce al gruppo misto, non iscritti.
10. ↑  In data 06.05.2020 aderisce al gruppo misto, non iscritti.
11. ↑  aderisce al gruppo misto, non iscritti; in data 20.04.2018 alla componente «MAIE-Movimento Associativo Italiani all'Estero-Sogno Italia»; in data 18.02.2019 torna nei non iscritti; in data 19.02.2019 aderisce alla componente «MAIE-PSI-Facciamoeco»; in data 07.07.2022 alla componente «Coraggio Italia».
12. ↑  In data 19.02.2021 aderisce al gruppo misto, non iscritti; in data 30.03.2022 alla componente «Europa Verde-Verdi Europei».

##### Eletti nei collegi plurinominali
| Collegio plurinominale | M5S                                                                                  | Forza Italia                        | Partito Democratico | Lega              | Fratelli d'Italia  | Liberi e Uguali   |
| ---------------------- | ------------------------------------------------------------------------------------ | ----------------------------------- | ------------------- | ----------------- | ------------------ | ----------------- |
| Collegio plurinominale |                                                                                      |                                     |                     |                   |                    |                   |
| Puglia - 01            | - Giuseppe Brescia - Angela Masi - Davide Galantino                                  | - Francesco Paolo Sisto             | - Marco Lacarra     | –                 | –                  | –                 |
| Puglia - 02            | - Diego De Lorenzis - Veronica Giannone - Leonardo Donno                             | - Elvira Savino - Elio Vito         | - Francesco Boccia  | - Rossano Sasso   | - Marcello Gemmato | - Rossella Muroni |
| Puglia - 03            | - Giuseppe L'Abbate - Alessandra Ermellino - Giovanni Vianello - Valentina Palmisano | - Mauro D'Attis - Vincenza Labriola | - Ubaldo Pagano     | - Anna Rita Tateo | –                  | –                 |
| Puglia - 04            | - Marialuisa Faro - Giorgio Lovecchio - Francesca Troiano                            | - Annaelsa Tartaglione              | - Michele Bordo     | –                 | –                  | –                 |

1. ↑  In data 10.07.2019 aderisce al gruppo misto, non iscritti; in data 08.10.2019 a Fratelli d'Italia.
2. ↑  In data 01.07.2019 aderisce al gruppo misto, non iscritti; in data 15.07.2020 alla componente «Noi con l'Italia-USEI-Cambiamo!-Alleanza di Centro»; in data 20.01.2021 a Forza Italia.
3. ↑  Dimissionario in data 13.07.2022; subentra lo stesso giorno Michaela Di Donna che in data 16.07.2022 aderisce al gruppo misto, non iscritti.
4. ↑  In data 03.03.2021 aderisce al gruppo misto, non iscritti; in data 10.03.2021 alla componente «Facciamo Eco-Federazione dei Verdi»; in data 29.07.2021 torna nei non iscritti; in data 01.08.2021 aderisce alla componente «MAIE-PSI-Facciamoeco».
5. 1 2  In data 21.06.2022 aderisce al gruppo Insieme per il Futuro.
6. ↑  In data 22.06.2020 aderisce al gruppo misto, non iscritti; in data 28.01.2021 alla componente «Centro Democratico».
7. ↑  In data 15.09.2021 aderisce al gruppo misto, non iscritti; in data 09.12.2021 alla componente «Alternativa».
8. ↑  In data 15.04.2022 aderisce al gruppo misto, non iscritti; in data 28.06.2022 al gruppo Italia Viva - Italia C'è.

### XIX legislatura

#### Risultati elettorali
|                               | Fratelli d'Italia                                       | 408 641   | 23,45 | 4  | 715 569   | 41,06 | 9  |  |  |
|                               | Forza Italia                                            | 199 844   | 11,47 | 2  | 715 569   | 41,06 | 9  |  |  |
|                               | Lega per Salvini Premier                                | 94 753    | 5,44  | 1  | 715 569   | 41,06 | 9  |  |  |
|                               | Noi Moderati                                            | 12 331    | 0,71  | –  | 715 569   | 41,06 | 9  |  |  |
|                               | Movimento 5 Stelle                                      | 486 673   | 27,93 | 5  | 486 673   | 27,93 | 1  |  |  |
|                               | Partito Democratico - Italia Democratica e Progressista | 291 186   | 16,71 | 3  | 392 091   | 22,50 | –  |  |  |
|                               | Alleanza Verdi e Sinistra                               | 54 861    | 3,15  | 1  | 392 091   | 22,50 | –  |  |  |
|                               | +Europa                                                 | 33 563    | 1,93  | –  | 392 091   | 22,50 | –  |  |  |
|                               | Impegno Civico – Centro Democratico                     | 12 481    | 0,72  | –  | 392 091   | 22,50 | –  |  |  |
|                               | Azione - Italia Viva                                    | 83 958    | 4,82  | 1  | 83 958    | 4,82  | –  |  |  |
|                               | Italexit                                                | 25 624    | 1,47  | –  | 25 624    | 1,47  | –  |  |  |
|                               | Unione Popolare                                         | 19 489    | 1,12  | –  | 19 489    | 1,12  | –  |  |  |
|                               | Italia Sovrana e Popolare                               | 19 257    | 1,11  | –  | 19 257    | 1,11  | –  |  |  |
| Totale                        | Totale                                                  | 1 742 661 | 100   | 17 | 1 742 661 | 100   | 10 |  |  |
|                               |                                                         |           |       |    |           |       |    |  |  |
| Schede bianche                | Schede bianche                                          | 28 307    | 1,56  |    |           |       |    |  |  |
| Schede nulle                  | Schede nulle                                            | 48 819    | 2,68  |    |           |       |    |  |  |
| Votanti                       | Votanti                                                 | 1 819 787 | 56,56 |    |           |       |    |  |  |
| Elettori                      | Elettori                                                | 3 217 704 |       |    |           |       |    |  |  |
|                               |                                                         |           |       |    |           |       |    |  |  |
| Data: 25 settembre 2022       |                                                         |           |       |    |           |       |    |  |  |
| Fonte: Ministero dell'interno |                                                         |           |       |    |           |       |    |  |  |

#### Eletti

##### Eletti nei collegi uninominali
Eletti nella coalizione di coalizione di centro-destra (FdI - LSP - FI - NM)
     Eletti nel Movimento 5 Stelle
| Collegio uninominale | Eletto | Eletto             | Partito |
| -------------------- | ------ | ------------------ | ------- |
| 01 - Foggia          |        | Marco Pellegrini   | M5S     |
| 02 - Cerignola       |        | Giandiego Gatta    | FI      |
| 03 - Andria          |        | Mariangela Matera  | FdI     |
| 04 - Molfetta        |        | Rita dalla Chiesa  | FI      |
| 05 - Bari            |        | Davide Bellomo     | LSP     |
| 06 - Altamura        |        | Rossano Sasso      | LSP     |
| 07 - Brindisi        |        | Mauro D'Attis      | FI      |
| 08 - Taranto         |        | Dario Iaia         | FdI     |
| 09 - Lecce           |        | Saverio Congedo    | FdI     |
| 10 - Galatina        |        | Alessandro Colucci | NcI     |

1. ↑  In data 21.03.2025 aderisce al gruppo Forza Italia - Berlusconi Presidente - PPE.

##### Eletti nei collegi plurinominali
| Collegio plurinominale | Movimento 5 Stelle                   | Fratelli d'Italia        | Partito Democratico-IDP | Forza Italia     | Lega per Salvini Premier        | Azione - Italia Viva | Alleanza Verdi e Sinistra |
| ---------------------- | ------------------------------------ | ------------------------ | ----------------------- | ---------------- | ------------------------------- | -------------------- | ------------------------- |
| Collegio plurinominale |                                      |                          |                         |                  |                                 |                      |                           |
| Puglia - 01            | - Carla Giuliano - Giorgio Lovecchio | - Giandonato La Salandra | -                       | -                | -                               | -                    | -                         |
| Puglia - 02            | - Gianmauro Dell'Olio                | - Marcello Gemmato       | - Marco Lacarra         | -                | -                               | -                    | -                         |
| Puglia - 03            | - Patty L'Abbate                     | - Giovanni Maiorano      | - Ubaldo Pagano         | - Vito De Palma  | -                               | -                    | -                         |
| Puglia - 04            | - Leonardo Donno                     | - Raffaele Fitto         | - Claudio Stefanazzi    | - Andrea Caroppo | - Salvatore Marcello Di Mattina | - Mara Carfagna      | - Elisabetta Piccolotti   |

1. ↑  In data 04.09.2024 aderisce al gruppo FI-PPE.
2. ↑  Dimissionario in data 02.12.2024 (incompatibile in quanto commissario europeo); lo stesso giorno subentra Antonio Maria Gabellone.
3. ↑  In data 24.09.2024 aderisce al gruppo misto-NI. In data 30.10.2024 aderisce al gruppo NM (N-C-U-I)M-CP.